# Герово Тоуњско
Герово Тоуњско је насељено место у општини Тоуњ, Карловачка жупанија, Република Хрватска.

## Историја
До територијалне реорганизације у Хрватској налазило се у саставу бивше велике општине Огулин.

## Становништво
Насеље је према попису становништва из 2011. године имало 55 становника.

### Број становника по пописима
| Националност   | 2001. | 1991. | 1981. | 1971. | 1961. | 1953. | 1948. | 1931. | 1921. | 1910. | 1900. | 1890. | 1880. | 1869. | 1857. |
| бр. становника | 71    | 77    | 78    | 115   | 164   | 187   | 173   | 176   | 157   | 286   | 210   | 194   | 194   | 229   | 208   |

- напомене:

До 1900. исказивано под именом Герово.